# Élections générales néo-brunswickoises de 1967
L'élection générale néo-brunswickoise de 1967, aussi appelée la 46e élection générale, a lieu le 23 octobre 1967 afin d'élire les membres de la 46e législature de l'Assemblée législative du Nouveau-Brunswick, au Canada.
Le Parti libéral remporte une majorité de 32 sièges tandis que l'opposition officielle est formée par le Parti progressiste-conservateur, avec 26 sièges.